# Klasa okręgowa (grupa legnicka)
Klasa okręgowa, grupa legnicka – jedna z 4 grup klasy okręgowej na terenie województwa dolnośląskiego, która jest rozgrywkami szóstego poziomu ligowego piłki nożnej mężczyzn w Polsce, stanowiąca pośredni szczebel rozgrywkowy między IV ligą a Klasą A. 
Zmagania w jej ramach toczą się cyklicznie systemem kołowym. Zwycięzcy grupy uzyskują awans do IV ligi, gr. dolnośląskiej zaś najsłabsze zespoły relegowane są do poszczególnych grup klasy A. Organizatorem rozgrywek jest Dolnośląski Związek Piłki Nożnej (Dolnośląski ZPN).

## Zwycięzcy i drużyny awansujące
| Sezon                                                                                    | Zwycięzca grupy           | Pozostałe drużyny awansujące                | Źródło      |
| ---------------------------------------------------------------------------------------- | ------------------------- | ------------------------------------------- | ----------- |
| 2024/2025                                                                                | Błękitni Kościelec        | brak                                        | [ 1 ]       |
| 2023/2024                                                                                | Sparta Grębocice          | brak                                        | [ 2 ]       |
| 2022/2023                                                                                | Iskra Księginice          | brak                                        | [ 3 ]       |
| Od sezonu 2022/2023 drużyny awansują do IV ligi, gr. dolnośląskiej                       |                           |                                             |             |
| 2021/2022                                                                                | Iskra Kochlice            | Sokół Jerzmanowa                            | [ 4 ]       |
| 2020/2021                                                                                | Iskra Księginice          | Kaczawa Bieniowice                          | [ 5 ]       |
| 2019/2020                                                                                | Mewa Kunice               | Konfeks Legnica                             | [ 6 ]       |
| 2018/2019                                                                                | KS Legnickie Pole         | Kuźnia Jawor                                | [ 7 ]       |
| 2017/2018                                                                                | Prochowiczanka Prochowice | Sparta Rudna                                | [ 8 ]       |
| 2016/2017                                                                                | Odra Ścinawa              | Górnik Złotoryja                            | [ 9 ]       |
| 2015/2016                                                                                | Sparta Grębocice          | Stal Chocianów, Orla Wąsosz, Zamet Przemków | [ 10 ]      |
| W sezonach 2015/2016-2021/2022 drużyny awansowały do IV ligi, gr. dolnośląskiej (zachód) |                           |                                             |             |
| 2014/2015                                                                                | Chrobry II Głogów         | brak                                        | [ 11 ]      |
| 2013/2014                                                                                | KS II Polkowice           | Chojnowianka Chojnów                        | [ 12 ]      |
| 2012/2013                                                                                | Kuźnia Jawor              | brak                                        | [ 13 ]      |
| 2011/2012                                                                                | Orla Wąsosz               | brak                                        | [ 14 ]      |
| 2010/2011                                                                                | Iskra Kochlice            | brak                                        | [ 15 ]      |
| 2009/2010                                                                                | Chrobry II Głogów         | Orkan Szczedrzykowice                       | [ 16 ]      |
| 2008/2009                                                                                | Konfeks Legnica           | brak                                        | [ 17 ]      |
| 2007/2008                                                                                | Chojnowianka Chojnów      | Kuźnia Jawor                                | [ 18 ]      |
| 2006/2007                                                                                | Orla Wąsosz               | brak                                        | [ 19 ]      |
| 2005/2006                                                                                | Miedź II Legnica          | brak                                        | [ 20 ]      |
| 2004/2005                                                                                | Górnik Złotoryja          | brak                                        | [ 21 ]      |
| 2003/2004                                                                                | Prochowiczanka Prochowice | brak                                        | [ 22 ]      |
| 2002/2003                                                                                | Zagłębie II Lubin         | brak                                        | [ 23 ]      |
| 2001/2002                                                                                | brak danych               | brak danych                                 | brak danych |
| 2000/2001                                                                                | Górnik II Polkowice       | brak                                        | [ 24 ]      |
| W sezonach 2000/2001-2014/2015 drużyny awansowały do IV ligi, gr. dolnośląskiej          |                           |                                             |             |